# Jorge Bucay
Jorge Bucay, argentinski psihoterapevt in pisatelj, * 30. oktober 1949, Buenos Aires, Argentina.
Bucay je poznan kot avtor terapevtskih knjig, ki so prevedene v številne svetovne jezike. V slovenščino imamo prevedeno njegovo knjigo Zgodbe za razmislek, kjer v dvajsetih zanimivih primerih spodbuja bralce k razmišljanju. V uvodu predstavi tri spoznanja, in sicer Kar je, je, Kar je dobro, ni zastonj in Nikoli ne počni, česar nočeš.
Sam danes živi v Španiji in v skladu s svojimi spoznanji, odrekel se je npr. televiziji. Obiskal je tudi že Slovenijo.